# Staurodesmus indentatus
Staurodesmus indentatus  là một loài Song tinh tảo trong họ Desmidiaceae, thuộc chi Staurodesmus.